# O Triunfo de Cleópatra
O Triunfo de Cleópatra, também conhecida como A Chegada de Cleópatra à Cilícia,  é uma pintura a óleo do artista inglês William Etty. Foi exibida pela primeira vez em 1821, e encontra-se na Lady Lever Art Gallery em Port Sunlight, Liverpool. Durante a década de 1810, Etty tornou-se reconhecido entre os seus pares e alunos da Academia Real Inglesa, em particular pela seua utilização da cor e capacidade para pintar a pele humana com os tons muito reais. Apesar de ter exibido os seus trabalhos em todas Exposições de Verão desde 1811, não obteve grande sucesso comercial e junto da crítica. Em 1820, expôs The Coral Finder, a qual mostrava figuras nuas num barco dourado. Esta pintura chamou a atenção de Sir Francis Freeling, que encomendou uma pintura semelhante mas numa dimensão maior.
O Triunfo de Cleópatra ilustra uma cena de Vidas Paralelas de Plutarco, e de António e Cleópatra de William Shakespeare, na qual Cleópatra, Rainha do Egipto, viaja a Tarso, na Cilícia, a bordo de um navio ricamente decorado para cimentar uma aliança com o general romano Marco António. Intencionalmente cheia de figuras num cenário apertado, a pintura mostra um enorme grupo de pessoas com pouca, ou nenhuma, roupa, reunidas numa margem para observar a chegada do navio. Embora pouca admirada na imprensa da época, a pintura foi um sucesso imediato, tornando Etty famoso de um dia para o outro. Levado pela boa recepção deste trabalho, Etty dedicaria grande parte na década seguinte a criar mais pinturas históricas contendo nus, ficando conhecido pela sua combinação de nudez com mensagens morais.